# Кондон (лунный кратер)
Кратер Кондон (лат. Condon) — крупный ударный кратер в области восточного побережья Залива Успеха на видимой стороне Луны. Название присвоено в честь американского ядерного физика Эдварда Кондона (1902—1974) и утверждено Международным астрономическим союзом в 1976 г. 

## Описание кратера

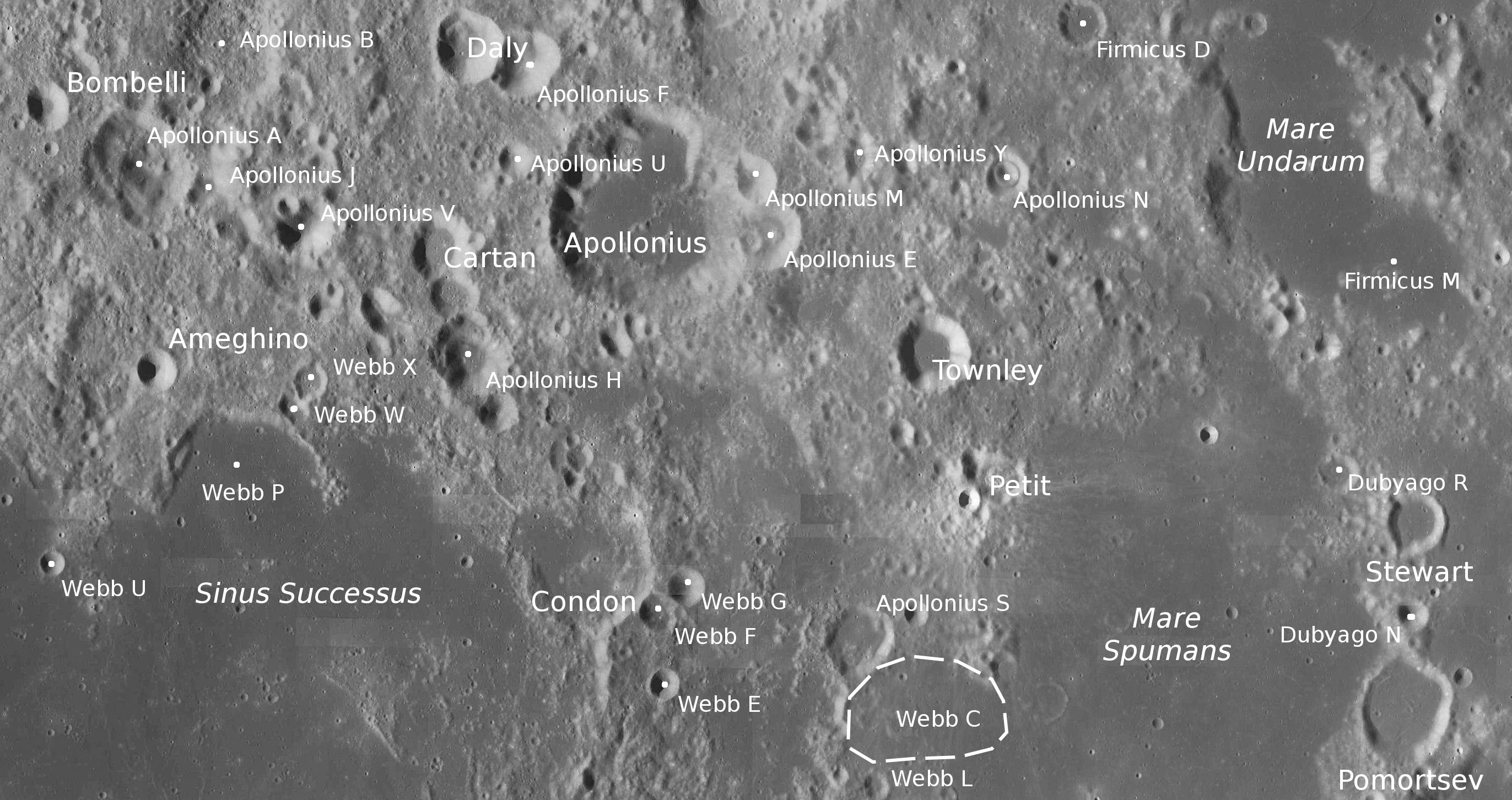
Окрестности кратера Кондон. Снимок зонда Lunar Reconnaissance Orbiter.

Ближайшими соседями кратера Кондон являются кратер Амегино на западе-северо-западе; кратер Аполлоний на севере; кратер Таунли на северо-востоке; кратер Пти на востоке и кратер Уэбб на юге. На западе от кратера находятся Море Изобилия, на северо-востоке Море Волн, на востоке Море Пены, на юго-западе гряды Андрусова. Селенографические координаты центра кратера 1°52′ с. ш. 60°22′ в. д. / 1,87° с. ш. 60,36° в. д., диаметр 34,9 км, глубина 1,85 км.
Кратер Кондон практически полностью разрушен за время своего существования, вал сохранился отдельными сегментами в восточной и западной части. В южной и северо-западной части вал кратера имеет широкие разрывы. Северо-восточная часть вала отмечена мелким кратером с высоким альбедо и маленькой системой лучей. Дно чаши затоплено лавой, в западной части ровное, отмеченное лишь несколькими холмами, в восточной части пересеченное. В центре чаши располагается небольшое поднятие местности с крохотным кратером на вершине. Объем кратера составляет приблизительно 820 км³. 
До получения собственного наименования в 1976 г. кратер имел обозначение Уэбб R (в системе обозначений так называемых сателлитных кратеров, расположенных в окрестностях кратера, имеющего собственное наименование).

## Сателлитные кратеры
Отсутствуют.

## См.также
- Список кратеров на Луне
- Лунный кратер
- Морфологический каталог кратеров Луны
- Планетная номенклатура
- Селенография
- Минералогия Луны
- Геология Луны
- Поздняя тяжёлая бомбардировка